# L'ultima sentenza
L'ultima sentenza è un film del 1951 diretto da Mario Bonnard.

## Trama
Daniela, figlia del giudice Marco Valsetti, è un'onesta studentessa di giurisprudenza, innamorata di Piero, un ragazzo scapestrato che la tradisce con un'altra ragazza, Marisa. Nonostante il padre cerchi di metterla in guardia su chi sia veramente Piero, Daniela si fida ciecamente del suo ragazzo, il quale organizza una rapina in una farmacia con la complicità dell'amante, in cui riesce a rubare 300.000 lire. Scoperto dalla polizia, il ragazzo viene arrestato assieme alla complice-amante Marisa ed all'incolpevole Daniela, e sarà proprio Marco Valsetti il giudice che dovrà sentenziare sul caso.

## Produzione
La pellicola è una fusione tra due filoni all'epoca molto popolari tra il pubblico italiano, il melodramma sentimentale strappalacrime (poi ribattezzato dalla critica con il termine neorealismo d'appendice) ed il poliziesco.

## Distribuzione
Il film fu distribuito nel circuito cinematografico italiano il 15 novembre del 1951.
Venne in seguito distribuito anche in Francia, a partire dal 12 maggio del 1953 con il titolo Son dernier verdict.
Fu distribuito anche nei paesi anglofoni con il titolo The Last Sentence.